# Tin Pan Alley (película)
Tin Pan Alley es una película musical dirigida por Walter Lang en 1940, y protagonizada por Alice Faye y Betty Grable como dos hermanas cantantes en un vaudeville, y Jack Oakie y John Payne, como dos compositores de canciones en los años previos a la Primera Guerra Mundial.
La película ganó el premio Óscar a la mejor banda sonora (adaptación musical) de dicho año 1940, que estuvo realizada por Alfred Newman; el Óscar a la mejor música original lo ganó Pinocho.